# UNIX System Laboratories, Inc. contra Berkeley Software Design, Inc.
USL contra BSDi fue una demanda presentada en los Estados Unidos en 1992 por Unix System Laboratories contra Berkeley Software Design, Inc y los Regentes de la Universidad de California por la propiedad intelectual relacionada con el sistema operativo Unix; una culminación de las guerras por Unix. El caso se resolvió fuera de los tribunales en 1994 después de que el juez expresara dudas sobre la validez de la propiedad intelectual de USL, y Novell (que en ese momento había comprado USL) y la Universidad acordaron no litigar más sobre Berkeley Software Distribution (BSD).

## Trasfondo
La demanda tiene sus orígenes en el Computer Systems Research Group (CSRG) de la Universidad de California, Berkeley, que tenía una licencia para el código fuente de UNIX de Bell Labs de AT&T. Los estudiantes que realizaban investigaciones sobre sistemas operativos en el CSRG modificaron y ampliaron UNIX, y el CSRG realizó varios lanzamientos del sistema operativo modificado a partir de 1978, con el aval de AT&T. Debido a que esta distribución de software de Berkeley (BSD) contenía código fuente de AT&T Unix con derechos de autor, solo estaba disponible para organizaciones con una licencia de código fuente para Unix de AT&T.
Los estudiantes y profesores del CSRG auditaron el código de software para la pila TCP/IP, eliminaron toda la propiedad intelectual de AT&T y lo lanzaron al público en general en 1988 como " Net/1", bajo la licencia BSD. Cuando se hizo evidente que Berkeley CSRG cerraría pronto, los estudiantes y profesores del CSRG comenzaron un esfuerzo para eliminar todo el código AT&T restante del BSD y reemplazarlo con el suyo propio. Este esfuerzo resultó en el lanzamiento público de Net/2 en 1991, nuevamente bajo la licencia BSD. Net/2 contenía suficiente código para un sistema similar a UNIX casi completo, que el CSRG creía que no contenía propiedad intelectual de AT&T.
Berkeley Software Design (BSDi) obtuvo el código fuente de Net/2, completó las piezas que faltaban y lo transfirió a la arquitectura de computadora Intel i386. BSDi luego vendió el sistema operativo BSD/386 resultante, que se podía pedir a través del 1-800-ITS-UNIX. Esto provocó la ira de AT&T, que no estaba de acuerdo con la afirmación de BSDi de que BSD/386 estaba libre de propiedad intelectual de AT&T. La subsidiaria Unix System Laboratories de AT&T presentó una demanda contra BSDi en Nueva Jersey en abril de 1992, una demanda que luego se modificó para incluir a The Regents of the University of California.

## Denuncia de la USL
En la demanda, USL alegó que:
- The Regents of the University of California, al publicar Net/2 "basado en, sustancialmente copiado o derivado de UNIX propietario", habían
  - incumplió el contrato de licencia de software de USL;
  - infringió los derechos de autor de USL sobre UNIX;
  - marca registrada de USL diluida en UNIX;
  - se apropió indebidamente del secreto comercial de USL en UNIX.

Por estos motivos, USL solicitó al tribunal una orden judicial preliminar que prohibiera a BSDi distribuir el software Net/2 hasta que se decidiera el caso.

## Juicio previo
En una audiencia, BSDi sostuvo que estaban utilizando las fuentes distribuidas gratuitamente por la Universidad de California más seis archivos adicionales. BSDi aceptó la responsabilidad por sus propios seis archivos, pero se negó a dar cuenta de los otros archivos distribuidos por la Universidad de California. El juez estuvo de acuerdo con el argumento de BSDI y le dijo a USL que volviera a presentar su queja basándose únicamente en los seis archivos o la desestimaría. En lugar de limitar su reclamo, USL optó por demandar a BSDi ya la Universidad de California, y solicitó una orden judicial preliminar sobre la distribución de Net/2 de ambos.
En 1993, el juez Dickinson R. Debevoise denegó una medida cautelar alegando que USL no tenía derechos de autor válidos sobre 32V y no podía mostrar ningún secreto comercial obvio. Las obras publicadas en EE. UU. entre el 1 de enero de 1978 y el 1 de marzo de 1989 estaban sujetas a las disposiciones de 17 USC § 405(a), que requerían que el propietario de los derechos de autor colocara correctamente un aviso de derechos de autor en la obra para reclamar la protección de los derechos de autor. .AT&T lanzó V32 en 1978, pero omitió un aviso de miles de copias y no obtuvo los derechos de autor de 32V hasta 1992.

## Contrademanda de la universidad
En 1993, unos días después de la desestimación de la medida cautelar preliminar, la Universidad presentó una contrademanda contra la USL en California, alegando que la USL no había acreditado a la Universidad por el uso del código BSD en System V, como lo exige el contrato de licencia de software. La Universidad exigió que la USL se viera obligada a reimprimir toda su documentación con el debido crédito agregado, notificar a todos sus licenciatarios sobre su supervisión y publicar anuncios de página completa en publicaciones importantes como The Wall Street Journal y Fortune Magazine informando al público de su omisión.

## Asentamiento
En julio de 1993, poco después de que UC presentara su contrademanda, Novell compró USL. El director ejecutivo de Novell, Ray Noorda, favoreció un acuerdo al que se llegó en febrero de 1994. Los puntos más destacados fueron:
- 4.4BSD -lite que se lanzará sin contener archivos en disputa. La universidad animará a los licenciatarios a cambiarse de Net/2.
- La universidad dejará de distribuir ciertos archivos.
- La USL otorgará un período de gracia de tres meses a los usuarios de archivos en disputa.
- Ciertos archivos distribuidos por la universidad para llevar el aviso de derechos de autor de la USL.
- Ciertos archivos distribuidos por USL para llevar avisos de derechos de autor de la Universidad.
- La USL permitirá la distribución gratuita de ciertos archivos.
- La universidad no ayudará activamente en los intentos legales de impugnar los derechos de la USL sobre ciertos archivos.

De los 18.000 archivos en la distribución de Berkeley, solo tres tuvieron que ser eliminados y 70 modificados para mostrar avisos de derechos de autor de la USL. Otra condición del acuerdo fue que USL no presentaría más demandas contra los usuarios y distribuidores de la próxima versión 4.4BSD-Lite.